# Krakowska
Krakowska (/krəˈkɒvskə/ krə-KOV-skə) là một loại xúc xích Ba Lan (kielbasa), thường được dùng làm thịt nguội. Các nguồn gốc tên từ thành phố Kraków (Thủ đô thời trung cổ của Ba Lan-Litva đến cuối thế kỷ 16). Nó được làm từ những lát thịt lợn nạc được ướp với hạt tiêu, tiêu hạt, rau mùi và tỏi, đóng gói thành những chiếc vỏ lớn và hun khói.

## Hình ảnh

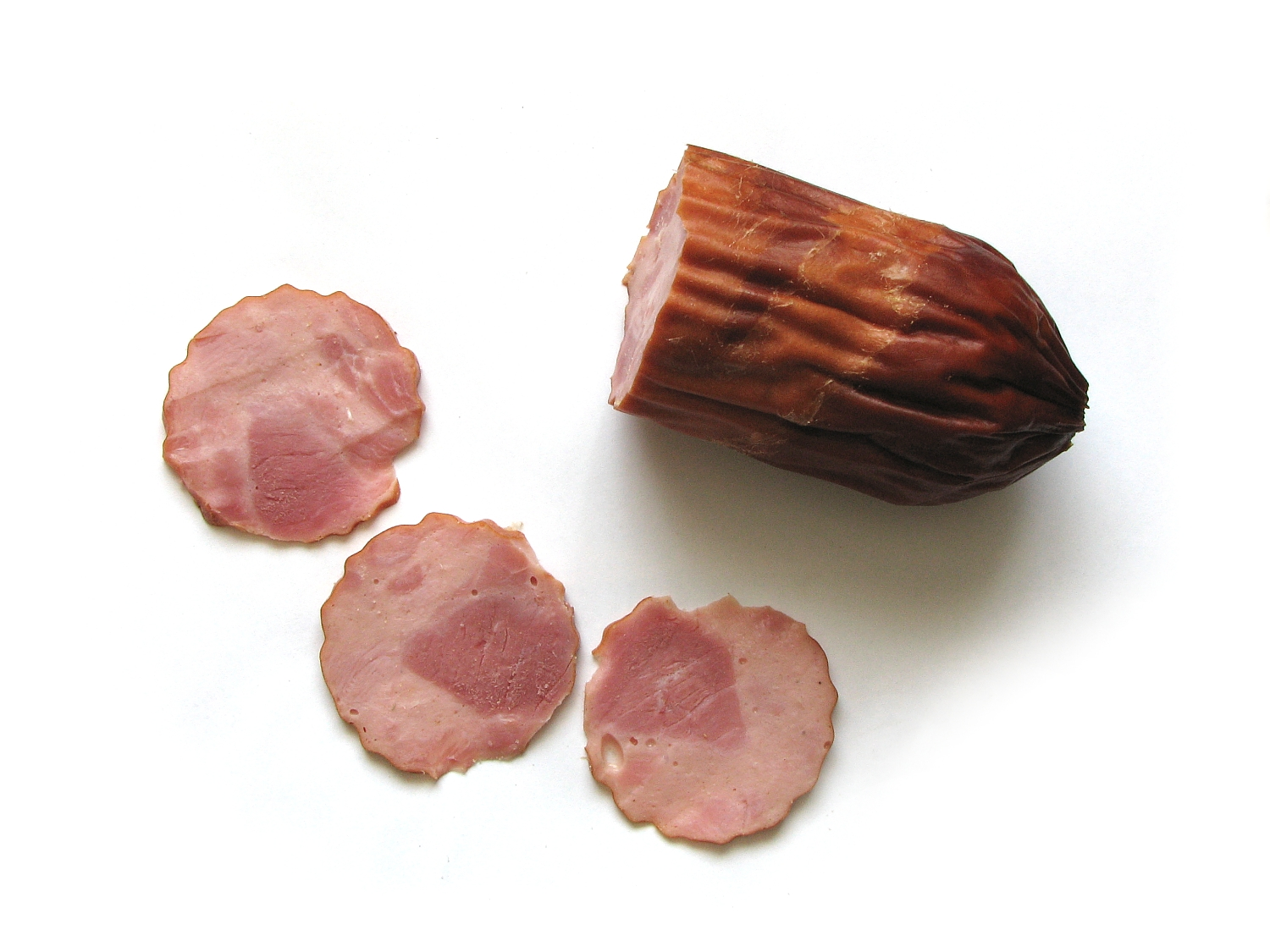
Xúc xích Ba Lan, krakowska